# Joe Hartzler
Joseph „Joe“ Holmes Hartzler (* in Ohio) ist ein US-amerikanischer Schauspieler und Filmschaffender. Des Weiteren tritt er auch als Komiker und Improvisationskünstler in Erscheinung.

## Leben
Hartzler wurde im US-Bundesstaat Ohio geboren. 2007 gab er im Horrorfilm Headless Horseman – Der kopflose Reiter in der Rolle des Doc sein Filmschauspieldebüt. Von 2008 bis 2015 trat er regelmäßig bei UCB Comedy Originals auf. Es folgten in den nächsten Jahren überwiegend Rollenbesetzungen in verschiedenen US-amerikanischen Kurzfilmproduktionen. 2012 übernahm er im Low-Budget-Horrorfilm ThanksKilling 3 mit der Rolle des Jefferson eine der Hauptrollen. 2014 wirkte er in den Comedy-Formaten Funny or Die’s Boy Search! und Comedy Bang! Bang! mit. 2016 hatte er wiederkehrende Rollen in den Fernsehserien Interns of F.I.E.L.D. und The Earliest Show inne. 2019 spielte er in der Filmproduktion The Night Is Young die Rolle des Blake. Im selben Jahr war er in The Mortuary – Jeder Tod hat eine Geschichte in der Rolle des Deputy Ronald Wilkes zu sehen. Von 2021 bis 2022 verkörperte er die Rolle des Joe in der Fernsehserien Lost and Jealous.
Hartzler lebt in Los Angeles.

## Filmografie (Auswahl)

### Schauspiel
- 2007: Headless Horseman – Der kopflose Reiter (Headless Horseman)
- 2008: Bedroom Full of Bees (Kurzfilm)
- 2008: Big Fat Important Movie (An American Carol)
- 2008–2015: UCB Comedy Originals (Fernsehserie, 16 Episoden)
- 2009: Attack Cardio (Kurzfilm)
- 2009: Molly Sims Dramatic Acting Reel (Kurzfilm)
- 2010: Pantsuit (Fernsehserie)
- 2010: Whoreders (Kurzfilm)
- 2010: Token (Kurzfilm)
- 2010: Brostitute (Kurzfilm)
- 2010: Hootie (Kurzfilm)
- 2010: TSA Explains the Enhanced Pat-Downs (Kurzfilm)
- 2010: Anatomy of a Greenwash (Kurzfilm)
- 2011: Funny or Die Presents… (Fernsehserie, Episode 2x03)
- 2011: Deliverance 2011 (Kurzfilm)
- 2011: Boop (Kurzfilm)
- 2011: Republicans Don't Want to Be President (Kurzfilm)
- 2011: Sports Ballz (Fernsehserie)
- 2011: Behind the Scenes of Michele Bachmann’s Newsweek Cover (Kurzfilm)
- 2011: Nick and Andy: Coming Soon (Kurzfilm)
- 2011: Dog DNA (Kurzfilm)
- 2011: Coked Up Camper (Kurzfilm)
- 2011: The Night of Joe (Kurzfilm)
- 2012: Cop-Puter (Kurzfilm)
- 2012: Key & Peele (Fernsehserie, Episode 1x05)
- 2012: The Wire: The Musical (Kurzfilm)
- 2012: ThanksKilling 3
- 2013: Complex (Fernsehserie, Episode 1x02)
- 2013: iSteve
- 2013: Heart Transplant with Kelsey Grammer (Kurzfilm)
- 2013: 3D Printer (Kurzfilm)
- 2013: The Fixer Upper Brothers Fix the Debt Ceiling (Kurzfilm)
- 2013: If We Were Adults (Kurzfilm)
- 2013: The Zombie Solution (Kurzfilm)
- 2014: Community (Fernsehserie, Episode 5x04)
- 2014: Sombreros – Smash the Big Game (Kurzfilm)
- 2014: Funny or Die’s Boy Search! (Fernsehserie, 4 Episoden, verschiedene Rollen)
- 2014: Comedy Bang! Bang! (Fernsehserie, Episode 3x06)
- 2015: Tall Justice 2 with Chris Bosh (Kurzfilm)
- 2015: Die jungen Wilden – Eine sexy Komödie (The Dramatics: A Comedy)
- 2015: The Bachelor with Dogs and Scott Eastwood (Kurzfilm)
- 2015: The Babysitter Murders (Kurzfilm)
- 2015: Textbook Adulthood
- 2015: Rooster Teeth: Entertainment System (Fernsehserie, 6 Episoden)
- 2015: Try Hard: The Rex Derby Story (Kurzfilm)
- 2016: Interns of F.I.E.L.D. (Fernsehserie, 3 Episoden)
- 2016: The Earliest Show (Fernsehserie, 6 Episoden)
- 2016: Dennis (Kurzfilm)
- 2017: DRIB
- 2018: Brooklyn Nine-Nine (Fernsehserie, Episode 5x16)
- 2018: Double Eagle Ranch
- 2019: The Night Is Young
- 2019: It’s Not a Phase (Kurzfilm)
- 2019: The Mortuary – Jeder Tod hat eine Geschichte (The Mortuary Collection)
- 2021–2022: Lost and Jealous (Fernsehserie, 5 Episoden)

### Filmschaffender
- 2006: The Profound Mysteries of Tommy Kuglar (Kurzfilm)
- 2017–2018: Acting Tips (Fernsehserie, 10 Episoden; Drehbuch, Produktion, Regie)
- 2021–2022: Lost and Jealous (Fernsehserie, 9 Episoden; Drehbuch, Regie; 10 Episoden, Produktion)